# 东方奇背蟹
东方奇背蟹（学名：Thaumatoplax orientalis）为长脚蟹科奇背蟹属的动物。分布于日本、泰国湾以及中国大陆的广东等地，生活环境为海水，多见于浅水泥质底以及与管栖环节动物共栖。
其种加词“orientalis”意为“东方的”。